# تناجر أصفر البطن
تناجر أصفر الوجه (الاسم العلمي: Tangara xanthogastra)، هو نوع من الطيور يتبع فصيلة التناجر ضمن رتبة العصفوريات.